# Dick Higgins
Dick Higgins, bürgerlicher Name Richard Carter Higgins (* 15. März 1938 in Cambridge, England; † 25. Oktober 1998 in Québec, Québec, Kanada) war ein Komponist, Dramatiker, Fluxus-Künstler, Autor und Verleger.

## Leben
Richard „Dick“ Higgins wurde in England geboren und wuchs in verschiedenen Staaten an der Ostküste der Vereinigten Staaten von Amerika auf. In New York studierte er an der Columbia-Universität und bei Henry Cowell und John Cage an der New School for Social Research (1958/59). Nach dem BS-Abschluss an der Columbia lernte er Offsetdruck und Typographie an der Manhattan School of Printing (Abschluss 1961).
In John Cages Kompositionsklasse traf er Al Hansen, George Brecht und Richard Maxfield, der Cages Klasse nach dessen Ausscheiden übernahm, später auch Allan Kaprow. Seit 1958 wurden Theaterstücke und musikalische Events in New York aufgeführt. Mit Al Hansen gründete er die Audio Visual Group. 1962 wurde sein Film The Flaming City erstmals gezeigt. 1964 gründete Higgins den Verlag Something Else Press. Er organisierte 1966 die erste Ausstellung Konkreter Poesie in New York.
Higgins heiratete 1960 die Künstlerin Alison Knowles. Das Ehepaar nahm im Herbst 1962 an dem von George Maciunas organisierten Fluxus-Festival in Wiesbaden teil und an den Veranstaltungen in Kopenhagen, Paris und Düsseldorf.
Ein Schwerpunkt des Something Else Programms war Fluxus, mit George Brecht, Robert Filliou, Al Hansen, Dick Higgins selbst, Alison Knowles, Diter Rot, Daniel Spoerri, Wolf Vostell, Emmett Williams und anderen. Higgins publizierte in seinem bis 1973 bestehenden Verlag Bücher von Marshall McLuhan, Henry Cowells New Musical Resources von 1930, die Notations von John Cage, Merce Cunninghams Changes, Allen Kaprow, Claes Oldenburg und Paper Snake des Mail Art Künstlers Ray Johnson sowie Gertrude Steins The Making of Americans und andere ihrer Bücher. Es gab Übersetzungen (Eugen Gomringer) und Sammlungen konkreter Poesie, britischer Schreibmaschinen Dichtung und, von Richard Kostelanetz herausgegeben, Breakthrough Fictioneers.
Die Tochter Hannah Higgins (geb. 1964) ist Kunsthistorikerin und hat das Standardwerk Fluxus Experience (2002) verfasst. Ihre Zwillingsschwester Jessica Higgins ist eine New Yorker Performance und Intermedia Künstlerin. Sie arbeitete eng mit dem Kurator Lance Fung, der Fluxus Galeristin Emily Harvey, dem Museum der Künstler (The Artist’s Museum) und mit Construction in Process zusammen.

## Werk
Dick Higgins hat über vierzig Bücher und Broschüren geschrieben und herausgegeben: Seine Theaterstücke, Happenings, Fluxus Notizen, Kompositionen, Gedichte, Essays, autobiographisch gefärbte Prosa (Amigo) und Untersuchungen zur Geschichte des Figurengedichtes.
In dem von ihm ausführlich kommentierten Giordano Bruno Traktat On the Composition of Images, Signs and Ideas (Über die Zusammensetzung von Zeichen, Bildern und Ideen), einer Gedächtniskunst, fand Higgins früh eine Bestätigung seiner Konzeption. Hierfür prägte er den Begriff Intermedia:
„Im Grunde können wir solche Arbeiten als Fluxus bezeichnen, die von ihrer Anlage her intermedial sind: visuelle Poesie und poetische Bilder, Aktionsmusik und musikalische Aktion und auch Happenings und Events, sofern sie Musik, Literatur und bildende Kunst konzeptuell verpflichtet sind.“
Dick Higgins und Alison Knowles haben sich, in Zusammenarbeit mit dem Komponisten James Tenney früh für die Möglichkeiten des Computers interessiert und Higgins aleatorischer Text A Book About War & Love & Death ist in seiner umfangreichsten Fassung von 1972 teilweise durch ein Programm erzeugt worden.
Einige seiner Werke sind im museum FLUXUS+ in Potsdam ausgestellt.

## Veröffentlichungen
- What are Legends; A Clarification. Bern Porter Books, Calais, ME [Maine], 1960. Mit Bern Porter (Illustrator).
- Jefferson’s Birthday/Postface, Something Else Press, New York, 1964 (Postface bilanziert Fluxus, Jefferson’s Birthday stellt Higgins künstlerischen Aktivitäten des Jahres von Jeffersons Geburtstag am 13. April 1962 zu dem im nächsten Jahr zusammen).
  - Vgl. Postface, in: Jürgen Becker, Wolf Vostell (Hrsg.): Happenings, Rowohlt, Reinbek, 1965.
- A Book About Love & War & Death. Canto 1, Something Else Press,  A Great Bear Pamphlet, New York, 1965.
- Intermedia. In: Something Else Newsletter, Band 1, Nummer 1, 1966.
- foew & ombwhnw: a grammar of the mind and a phenomenology of love and a science of the arts as seen by a stalker of the wild mushrooms, Something Else Press, New York, 1969.
- Towards the 1970’s, Abyss Publications, Somerville, MA, 1969.
- Fantastic Architecture, mit Wolf Vostell (Hrsg.), Something Else Press, New York, 1969.
  - Erweiterte Übersetzung von D. Higgins, W. Vostell (Hrsg.): Pop Architektur. Droste, Düsseldorf, 1969.
- A Book About Love & War & Death, Nova Broadcast, Pamphlet, Nr. 3, San Francisco, 1969 (Cantos 2, 3).
- A Book About Love & War & Death, Something Else Press, 1972 (5 Cantos).
- Amigo; A Sexual Odyssey, Unpublished Editions[7], 1972.
- For Eugene in Germany, Unpublished Editions, 1973.
- Modular Poems, Unpublished Editions, 1974.
- George Herberts Pattern Poems. In Their Tradition, Printed Editions, West Glover, VT und New York, 1977. Dem Buch liegt Higgins Magisterarbeit an der New York University zugrunde, wo er von 1975 bis 1979 Englisch studierte.
- A Dialectic of Centuries. Notes towards a Theory of the New Arts, Printed Editions, New York, 1978.
- Of Celebration of Morning; A Polysemantic Fiction, Printed Editions, 1980.
- Piano Album. Short Piano Pieces, 1962–1984 (!), Printed Editions, 1980.
- Selected Early Works, 1955–1964, Arts Viva, Berlin, 1982.
- Horizons, The Poetics and Theory of the Intermedia, Carbondale, IL, Southern Illinois University Press, 1984.
- (als Hrsg. Beiträge): Pattern Poetry; A Symposium, Visible Language, Vol. 20. No. 1, 1986.
- Pattern Poetry, Guide to an Unknown Literature, State University of New York Press, 1987
- Giordano Bruno. On the Composition of Images, Signs and Ideas. Mit Manfredi Piccolomini (Vorwort), Charle Dorian (Übersetzung). Willis, Locker & Owens Pub., 1991.
  - Übersetzung von Brunos De Imaginum, Signorum et Idearum Compositione (1591).
- Modernism since Postmodernism. Essays on Intermedia, San Diego State University Press, 1997.
- Dick Higgins, Wolf Vostell. Fantastic Architecture. Primary Information, 2015, ISBN 978-0-9906896-0-7.[8]